# Bubanj Potok
Bubanj Potok (en serbe cyrillique : Бубањ Поток) est un faubourg non résidentiel de Belgrade, la capitale de la Serbie. Il est situé dans la municipalité de Voždovac.

## Emplacement
Bubanj Potok est situé au bord de l'autoroute Belgrade–Niš, dans la vallée d'une rivière qui porte le même nom et qui fait partie de la vallée de la Bolečica. Outre le Bubanj potok, des ruisseaux comme la Zavojnička reka et le Vranovac se jette dans cette rivière dans le faubourg. Bubanj Potok doit son nom au ruisseau qui le traverse ; le faubourg s'étend autour de l'intersection entre l'autoroute et la route du Kružni put, la route principale qui relie les faubourgs méridionaux de la capitale serbe. 

## Caractéristiques
On y trouve un marché de voitures en plein air appelé Bubanj Potok, le grand échangeur entre l'autoroute Belgrade-Niš et le Kružni put, qui doit être agrandi quand le périphérique de Belgrade sera terminé. On y trouve aussi un restaurant du nom de Bubanj Potok, doté d'un vaste parking pour les camions, ainsi que diverses usines de ciment et entreprises de construction. Le secteur possède un vaste complexe de casernements militaires et de champs de tir, qui a été bombardé par l'OTAN en 1999.
En mars 2007, le ministre serbe de la justice Zoran Stojković a annoncé que la prison centrale de Belgrade devrait être construite à Bubanj Potok[réf. nécessaire].

## Transports
Le faubourg de Bubanj Potok sert de terminus à la ligne de bus 306 (Ustanička – Leštane – Bubanj Potok) de la société GSP Beograd.